# Scheepvaartcyclus

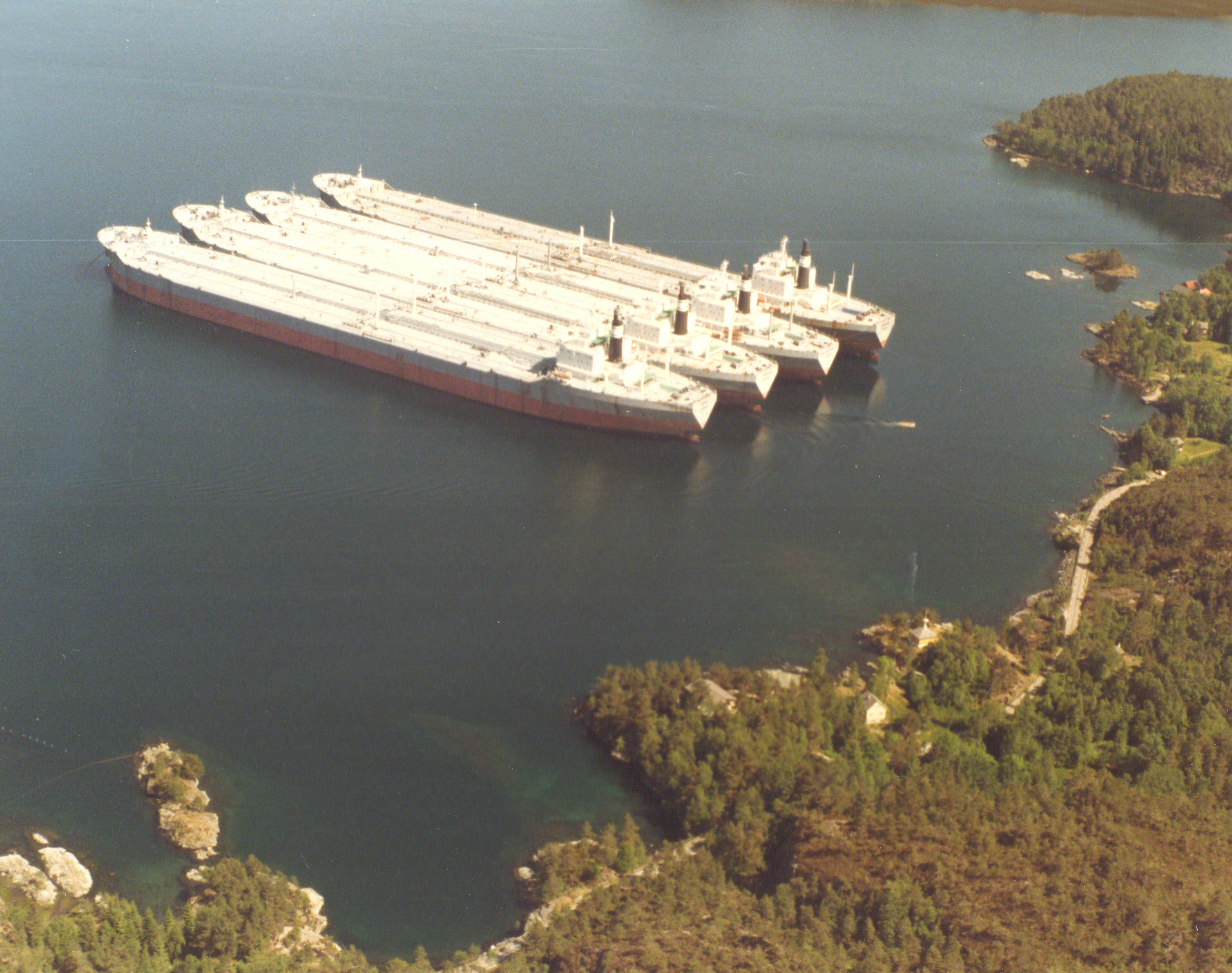
De VLCC's Nerva, Aurelian, Kong Haakon VII en Octavian van Reksten opgelegd in een Noors fjord bij Tysnes. Reksten werd hard geraakt door de neergang na de oliecrisis van 1973 nadat hij net daarvoor de rederij Anglo Norness van Zapata had gekocht voor $208 miljoen.

Een scheepvaartcyclus is een economische cyclus in de scheepvaart. Hoewel er wel een correlatie is met de macro-economie, hebben de scheepvaartcycli hun eigen dynamiek. Onderscheid wordt gemaakt tussen de langdurige of seculaire trend, de korte cyclus en seizoensschommelingen. Ook variëren de cycli tussen verschillende scheepstypes, scheepsgroottes en is er sprake van regionale verschillen. Sterke verstoringen kunnen vooral optreden in geval van grote oorlogen.
De periode en amplitude van de cycli zijn moeilijk te voorspellen. Deze onzekerheid is niet alleen een risico, maar biedt ook kansen door bijvoorbeeld juist anticyclisch te investeren. Voor kleine organisaties die snel kunnen beslissen is dit vaak makkelijker dan voor grote rederijen en bedrijven.

## Vraag
De vraag naar scheepsruimte hangt af van verschillende factoren die onderling samenhangen. De vraag kan worden uitgedrukt in tonmijlen, het aantal tonnen vervoerd over het aantal zeemijlen. Een stijging van de vraag kan dus zijn oorzaak vinden in een grotere af te leggen afstand, terwijl het tonnage gelijk blijft. Naast veranderingen van tonmijlen, kan er ook een verandering optreden in het type transport.

### Tonnage

#### Wereldeconomie
Er is een sterke correlatie tussen de wereldeconomie en de vraag naar scheepsruimte. Vooral bij grote partijen die vrijwel alleen per schip vervoerd kunnen worden is dit het geval. Bij andere partijen is meer concurrentie en neemt de elasticiteit af.

#### Politieke factoren
Oorlogen kunnen een sterke toename betekenen voor de vraag naar scheepsruimte om militair materieel te vervoeren. Ook kan het aanzetten tot voorraadvorming in anticipatie van tekorten. Dit gebeurde onder meer tijdens de Koreaanse Oorlog (1950-1953). Andersom was de Jom Kipoeroorlog van 1973 aanleiding tot een olieboycot die leidde tot de oliecrisis van 1973 met hoge olieprijzen en een sterke afname van de vraag naar transport. Dit herhaalde zich met de oliecrisis van 1979 na de Iraanse Revolutie.

#### Productietechnologie
Als productietechnologieën veranderen, kan de vraag naar een product wegvallen, of juist opleven.

### Afstand

#### Politieke factoren
Oorlogen, boycots en nationaliseringen kunnen routes en markten afsluiten, waardoor meer mijlen moeten worden afgelegd. Zo maakte de sluiting van het Suezkanaal tijdens de Suezcrisis van oktober 1956 tot april 1957 en van mei 1967 tot juni 1975 een omweg langs de Kaap de Goede Hoop noodzakelijk, wat bijna een verdubbeling van de afstand Perzische Golf-Europa tot gevolg had.

#### Transportkosten
Bij dalende transportkosten worden verder gelegen markten aantrekkelijker en zal de vraag naar transport stijgen. Een belangrijke rol hierbij speelt de schaalvergroting. De keuze om bijvoorbeeld textiel in lagelonenland wordt bij lage transportkosten aantrekkelijker.

#### Verwerking
De plaats waar men grondstoffen of halffabricaten verder verwerkt, kan grote invloed hebben op het benodigde transport. Zo werd voor de Tweede Wereldoorlog de olieraffinage vaak bij de bron uitgevoerd en verschoof dit daarna naar de plaats waar de verbruikers zaten. Dit maakte een schaalvergroting mogelijk voor het vervoer van ruwe olie, wat leidde tot dalende transportkosten.

#### Uitputting natuurlijke hulpbronnen
De uitputting van natuurlijke hulpbronnen zoals die van ijzererts in Europa kan tot gevolg hebben dat grondstoffen elders gehaald moeten worden.

### Type transport
Door andere productietechnologieën of door de producten op een andere locatie te verwerken, kan ook een type transport gevraagd worden. De vraag naar een bepaald type schip kan dan sterker veranderen dan uit alleen de tonmijlen blijkt. Door de verplaatsing van de raffinage nam de vraag naar ruwolietankers bijvoorbeeld sterk toe. Regelgeving kan hier ook een sterke invloed hebben, wat bijvoorbeeld het geval was met de invoering van OPA 90 (Oil Pollution Act) waarmee de Amerikanen unilateraal de verplichting tot dubbelwandige tankers invoerden.

## Aanbod
Het vervoersaanbod bestaat uit de beschikbare scheepsruimte en de benutting daarvan. De scheepsruimte bestaat uit de bestaande vloot die groeit en krimpt door:
- nieuwbouw;
- sloop;
- rampen.

De benutting wordt beïnvloed door:
- de vlootprestatie:
  - vaarsnelheid;
  - gekozen route;
  - benuttingsgraad;
- de operationele omgevingsfactoren:
  - congestie in de havens;
  - ladingbehandeling.

## Lange-termijnbeweging

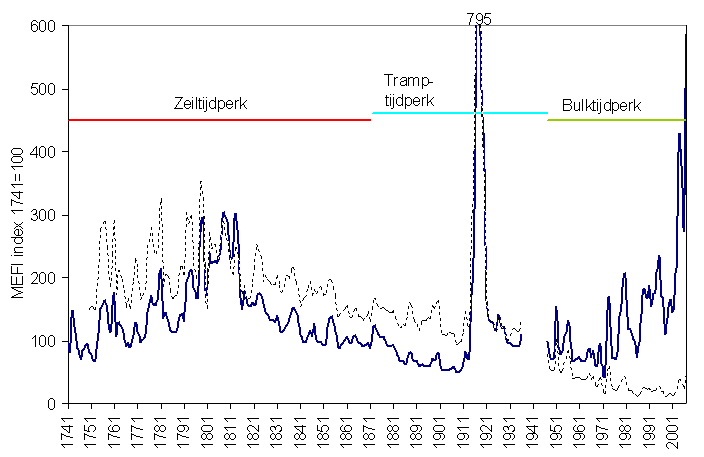
Scheepvaartcyclus droge lading, 1741-2007. De stippellijn is gecorrigeerd voor inflatie.

Lange golven worden veroorzaakt door technologische, economische of regionale veranderingen. Kondratieff ontwikkelde het systeem van lange golven voor de wereldeconomie, waarbij de golven een lengte van ongeveer 50 jaar hebben. Door Schumpeter werden deze Kondratieff-golven genoemd. Hij zag technische innovatie als verklaring voor deze golven, waarbij de opleving van de eerste golf samenhing met de verspreiding van stoom (1790-1813), de tweede opleving met de aanleg van spoorwegen (1844-1874) en de derde door de introductie van de auto en elektriciteit (1895-1914/16).
Deze cycli komen echter niet overeen met die van de vrachtprijzen. Braudel identificeerde cycli die veel langer duren en waarvan de pieken liggen rond 1315, 1650, 1817 en 1973, wat dichter ligt bij de lange scheepvaartcyclus. Zo daalden de vrachtprijzen van 1869 tot 1914 door dalende kosten met het toenemende rendement van de stoomvoortstuwing en het uitfaseren van de steeds minder concurrerende zeilschepen. Tussen 1945 en 1995 daalden de vrachtprijzen door de mechanisering van de bulk- en lijnvaart en de specialisatie waardoor de schepen steeds groter konden worden. Desalniettemin is deze trend soms moeilijk te herkennen en onderscheiden van de korte cyclus.

### Zeilvaarttijdperk
De zeilperiode zag aan de ene kant een groeiende handel met de industriële revolutie, maar was ook een onrustige tijd waarin vooral tijdens de napoleontische oorlogen de vrachtprijzen sterk stegen. Na deze oorlogen was er een dalende trend met zeilschepen die door onderlinge concurrentie steeds efficiënter werden. In de jaren dertig van de negentiende eeuw kwamen de eerste stoomschepen, maar deze verbruikten nog zoveel kolen dat een reis naar de oost niet haalbaar was. In de jaren vijftig van de negentiende eeuw werd het rendement van stoomschepen verbeterd door gebruik te maken van schroeven.

### Tramptijdperk
In de negentiende eeuw veranderde de scheepvaart meer dan in de twee millennia daarvoor. Hout werd vervangen door ijzer en later staal en zeil door stoom met schroefvoortstuwing, terwijl telecommunicatie een ommekeer betekende voor de beschikbare informatie. Hiermee bouwden de koloniale rijken een zeer flexibel systeem van passagiersvaart, lijnvaart en wilde vaart of trampvaart.
Met de opening van het Suezkanaal in 1869 verkregen stoomschepen een groot voordeel doordat het kanaal moeilijk te bezeilen was. De veel kortere route en het sinds de introductie van de compound-stoommachine steeds lagere brandstofverbruik markeerden het langzame einde van het zeiltijdperk. De technische verbeteringen vertaalden zich in een tot het einde van de negentiende eeuw dalende vrachtprijs. Schepen werden sneller, zuiniger en groter. Hoewel technische verbeteringen elkaar snel opvolgden, duurde het
enige tijd voordat deze doorgevoerd waren over de gehele vloot aangezien schepen enkele decennia meegaan. Terwijl de totale scheepsruimte in 1870 voor 16% uit stoomschepen bestond, was dit in 1920 76%. Vooral de neergaande bewegingen van de korte cyclus en de resulterende sloop versnelden dit proces.

### Bulktijdperk
Na de Tweede Wereldoorlog kwam de laatste grote ommezwaai. De scheepvaart kon de toenemende wereldhandel niet meer verwerken met het oude systeem met tussendekkers die alles konden vervoeren met congestie in de havens tot gevolg. Door een toenemende specialisatie konden schepen groter worden, aanvankelijk vooral in de bulkvaart, maar met de komst van de container ook in de stukgoedsector. Door de enorme schaalvergroting en zuiniger dieselmotoren konden de kosten met twee derde worden teruggebracht. Gecorrigeerd voor inflatie zijn transportkosten nu lager dan ooit en spelen nog maar een kleine rol in de beslissing waar een product vandaan wordt gehaald.

## Korte cyclus

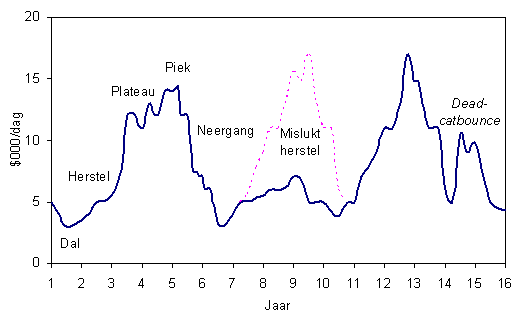
Een typisch voorbeeld van de verschillende fases in een korte cyclus.

Rond de trend schommelen de korte golven. Deze worden gecreëerd door een onbalans in vraag en aanbod naar scheepsruimte. Deze schommeling komt tot uitdrukking in schommelingen in vrachtprijzen, aantal nieuw bestelde schepen, prijzen van tweedehandsschepen en het aantal gesloopte schepen. Hoewel de naam cyclus wellicht anders doet vermoeden, zijn korte golven onregelmatig en onvoorspelbaar. De vier belangrijkste fases zijn:
1. een laagtepunt of dal;
2. herstel;
3. hoogtepunt of piek;
4. neergaande fase.

### Dal
Dat de scheepvaartmarkt zich in een dal bevindt, wordt duidelijk als steeds meer schepen liggen te wachten bij laadhavens en er over wordt gegaan op langzaam varen. De overcapaciteit aan scheepsruimte manifesteert zich ook in dalende vrachtprijzen die in de buurt van de exploitatiekosten komen, zodat de minst rendabele schepen worden opgelegd. Nieuwbouworders worden uitgesteld en banken worden terughoudend met leningen en rederijen die in geldnood komen, verkopen schepen voor zeer lage prijzen. De prijs van de oudste schepen daalt tot de sloopprijs, zodat er sloopmarkt groeit. Daarmee neemt de overcapaciteit langzaam af, zodat herstel zich in kan zetten.
Kenmerken van een dal zijn:
- vrachtprijzen liggen dicht bij de exploitatiekosten;
- prijzen van oude schepen dalen tot sloopprijs;
- weinig nieuwbouworders (meestal);
- veel verkoop voor sloop;
- banken terughoudend met leningen;
- marktsentiment pessimistisch.

### Herstel
Als vraag en aanbod dichter bij elkaar komen, stijgen de vrachtprijzen en neemt de opgelegde scheepsruimte af. De prijzen voor tweedehandsschepen nemen daardoor toe. Het marktsentiment blijft onzeker zolang niet zeker is dat het herstel zich doorzet. Dit kan uitblijven als de economie niet verder aantrekt waardoor de vraag achterblijft, maar kan ook het gevolg zijn van een te groot aanbod als te veel reders anticyclisch geïnvesteerd hebben in anticipatie van het verwachte herstel. Als het herstel zich doorzet, zullen schepen weer sneller gaan varen en zien kortere routes via relatief dure kanalen als het Suezkanaal en het Panamakanaal een opleving.

### Piek
Als er een einde komt aan de overcapaciteit, kunnen vrachtprijzen stijgen tot driemaal en soms zelfs tienmaal de exploitatiekosten. Dit kan enige weken tot zelfs enige jaren duren. Banken stappen weer graag in financieringen en tweedehandsschepen worden duurder dan nieuwbouw. Nieuwbouworders nemen aanvankelijk langzaam toe, om uiteindelijk zo snel toe te nemen dat werven voor enkele jaren volgeboekt zijn.
Kenmerken van een piek zijn:
- vrachtprijzen meer dan driemaal OPEX;
- vijf jaar oude schepen net zo duur als nieuwbouw;
- zeer veel nieuwbouworders (meestal);
- weinig verkoop voor sloop;
- banken lenen graag;
- marktsentiment onwaarschijnlijk positief.

### Neergang
Een krimpende economie of een te groot aantal nieuwbouwschepen kan een nieuwe overcapaciteit tot gevolg hebben. Dit kan versterkt worden doordat congestie in de havens afneemt. Het marktsentiment is verward en hoewel vrachtprijzen dalen, zijn reders aanvankelijk terughoudend met het verkopen van schepen, in afwachting van meer zekerheid of de daling doorzet. Een korte opleving kan een dead-catbounce blijken te zijn.

## Seizoensschommelingen
Boven op de korte cyclus zijn dan weer de seizoenbewegingen te vinden. Deze worden voornamelijk veroorzaakt door cycli in het aanbod, zoals in het geval van de vraag naar graantransport die sterk toeneemt vanaf eind september tot oktober als de graanoogsten in Noord-Amerika verscheept worden, terwijl er aan het begin van de zomer een rustige periode is omdat de meeste voorraden afgevoerd zijn. Zo stijgt de vraag naar koelschepen sterk tijdens de oogst van fruit.
Ook cycli in voorraadvorming spelen een rol, zoals de vraag naar olie die toeneemt in aanloop naar de winter op het noordelijk halfrond.

## Analyse
Het onregelmatige karakter van de cycli maakt het moeilijk om voorspellingen te doen en Cufley ging er zelfs van uit dat dit onmogelijk is. Hoewel de gemiddelde duur van een cyclus wel te achterhalen is, is de standaardafwijking dusdanig groot dat dit niet bruikbaar is om iets over de toekomst te zeggen. Daarnaast zorgt massapsychologie voor overdreven reacties. Randers en Golücke stellen daarentegen gebaseerd op systeemdynamica juist de richting van de korte cyclus te kunnen voorspellen.
Desalniettemin zijn er enige uitspraken te doen over de periode van 1741 tot 2007. Voor de analyse worden daarbij de napoleontische oorlogen en de Eerste en Tweede Wereldoorlog buiten beschouwing gelaten. Er worden dan 22 cycli waargenomen met een gemiddelde duur van 10,4 jaar met een standaardafwijking van 4,9 jaar, wat inhoudt dat er 95% zekerheid is dat de duur van een cyclus tussen de 0 en 20 jaar ligt.
De lengte van de cycli nam wel af: gedurende het zeiltijdperk was deze 14,9 jaar, tijdens het tramptijdperk 9,2 jaar en in het huidige bulktijdperk 8 jaar.

## Risico
De volatiliteit van de scheepvaartmarkt betekent een risico voor de twee belangrijkste spelers op die markt, de rederijen en de verschepers. Bij hoge vrachtprijzen gaat het risico ten koste van de verschepers, bij lage vrachtprijzen subsidiëren de reders het vervoer. Verschepers die veel lading te vervoeren hebben, hebben de keuze welk risico zij hierbij willen lopen. Als zij een constante ladingstroom verwachten, kunnen zij deze met een bedrijfsrederij volledig in eigen beheer houden. Om het risico te verminderen, kunnen zij daarnaast een deel van de benodigde scheepsruimte charteren. Bij langdurige charters nemen zij nog steeds een deel van het risico, terwijl dit voor charters via de spotmarkt voor enkele reizen geheel voor de reder is.
Rederijen en verschepers hebben dus verschillende instrumenten om het risico te verdelen. Een goed voorbeeld van veranderingen op dat vlak is de tankervaart. Tot de jaren zestig van de twintigste eeuw was het grootste deel van de tankervloot in eigendom of langdurige charte van de oliemaatschappijen en werd maar voor 5-10% van de benodigde scheepsruimte gebruikgemaakt van de spotmarkt. Na de oliecrisis van 1973 was de markt veel volatieler en waren er veel oliehandelaren toegetreden. Dit had tot gevolg dat het aantal tankers op de spotmarkt sterk toenam.
Met de Baltic International Freight Futures Exchange kon men zich indekken tegen het risico van fluctuerende prijzen, maar eind jaren negentig werd deze functie overgenomen door vrachttermijncontracten (Forward freight agreement, FFA's).